# 宮崎達也
宮崎 達也（みやざき たつや、1955年3月21日 - ）は、日本の俳優。本名も同じ。広島県出身。

## 来歴・人物
青山学院大学卒業。大学卒業後は地元・広島に戻って消防士になるつもりだったが、大学在学中に北大路欣也に憧れたことで役者になることを決意。1978年テレビドラマ『愛の死線』でデビューする。その後はTBSドラマ『高校聖夫婦』、『不良少女とよばれて』などに出演する。
2時間ドラマも多数出演している。
特技は剣道。

## 出演

### 映画
- 九月の空（1978年）
- 巣立ちのとき 教育は死なず（1981年）
- あゝ野麦峠 新緑篇（1982年）
- 空海（1984年）

### テレビドラマ
- 土曜ドラマ/鎌田敏夫シリーズ十字路第二部第2話「富士山麓編 樹海の中の少女」（1978年、NHK）
- 火曜劇場/愛の死線 （1978年、NTV）
- あすなろの詩（1978年 - 1979年、NTV）
- 連続テレビ小説/鮎のうた（1979年、NHK）
- NHK大河ドラマ(NHK)
  - 草燃える（1979年） - 梶原景季
  - 翔ぶが如く（1990年） - 野村忍介
- 大江戸捜査網第505話「刺青湯女殺人事件」（1981年、12ch/三船プロ）　- 宗吉
- 人間万事塞翁が丙午（1982年、TBS）
- 高校聖夫婦（1983年、TBS） - 若葉監督
- 新・松平右近第16話「藪が名医か名医が藪か」（1983年、NTV / ユニオン映画）　- 仙太
- 遠山の金さん 第1シリーズ 第80話「十六夜殺人・悪夢をみた女!」（1983年、ANB/東映）
- 銭形平次（CX / 東映）
  - 第865話「大江戸銃撃戦」（1983年）
  - 第887話「母の涙のおわら節」（1984年）　- 同心・中原
- 不良少女とよばれて（1984年、TBS）　- 男谷俊介
- 平岩弓枝ドラマシリーズ/女の暦（1984年 - 1985年、CX）
- 土曜ワイド劇場（ANB）
  - 針の誘い（1986年、ABC）
  - 瀬戸内海婚約旅行殺人事件（1986年） - 刑事
  - 探偵・神津恭介の殺人推理呪縛の家（1987年） - 菊川隆三郎
  - 白樺湖逆転殺人（1992年） - 桐山俊一
  - からくり人形の美女 江戸川乱歩の吸血鬼（1992年） - 園田清
  - 殺人設計図を書く女（1993年） - 水島明
  - 温泉若おかみの殺人推理8（2000年） - 奥田信行
- 暴れん坊将軍II第166話「夫婦飛脚の夢だより!」（1986年、ANB/東映） - 猪坂庄之助
- おんな風林火山（1986年 - 1987年、TBS） - 秋山信友
- 長七郎江戸日記（NTV）
  - 第1シリーズSP6「風雲!旗本奴と町奴」（1986年4月1日） - 源太
  - 第2シリーズ第6話「春遠からじ」（1988年） - 佐吉
- 特捜最前線（ANB）
  - 第486話「喪服のソープ嬢」（1986年）
  - 第508話「桜井警部補・哀愁の十字架」（1987年） - 銀城署長
  - 第509話「神代警視正・愛と希望の十字架」（1987年） - 銀城署長
- 銭形平次第29話「遠い祭りばやし」（1987年、NTV）
- 火曜サスペンス劇場（NTV）
  - 津軽海峡－殺しの双曲線（1988年）
  - 女弁護士・水城邦子シリーズ（1988年 - 1992年）
  - 真夜中の病室（1989年）
  - 結婚指輪（1990年）
  - 小京都ミステリー
    - 6・会津涙橋殺人事件（1992年7月7日） - 居酒屋店主・野崎正彦
    - 18･加賀百万石殺人事件（1996年8月27日） - 和菓子屋「中村屋」製造員・小杉三郎
    - 27・奥州三代嫁姑殺人事件（2000年1月11日） - 水沢警察署・白石

  - 北の運河殺人事件（1992年）
  - 弁護士・朝日岳之助8・ぼくは殺ってない（1996年7月16日） - 体育教師・北島哲夫
  - 犯罪心理分析官2（1996年7月23日）
  - 待っている妻（1997年10月28日） - 水谷孝彦
- ふれ愛II（1988年、THK）
- 水戸黄門 (TBS)
  - 第18部 第25話「無念晴らす献上絞 -鳴海-」（1989年3月6日） - 庄次郎
  - 第25部 第28話「八が恋した美人妻 -新潟-」（1997年7月7日） - 幸治郎
  - 第26部 第22話「網干の祭りの鬼退治 -姫路-」（1998年7月13日） - 千太郎
- 女無宿人 半身のお紺 第13話「果てなき旅にて候」（1991年、TX）
- 月曜ドラマスペシャル (TBS)
  - 松本清張サスペンス 黒い画集・証言 （1992年）
- さすらい刑事旅情編VII 第15話「女刑事が結婚!?私の終着駅」（1995年、ANB）
- ドラマ30（CBC）
  - 風たちの遺言 （1995年）
- 風の刑事・東京発! 第17話「醜聞を怖れる男 妻の犯罪」（1996年、ANB）
- 刑事追う! 第3話「裁きの日」（1996年、TX）
- 大岡越前 第15部 第4話「鬼を生き返らせた名医」（1998年9月14日、TBS） - 郁太郎
- 南町奉行事件帖 怒れ!求馬II 第5話「父親はだれ?」（1999年、TBS）